# Nucleaire centrale van Springfield
De Nucleaire centrale van Springfield (Engels: Springfield Nuclear Power Plant) is een fictieve kerncentrale uit de animatieserie The Simpsons.
De kerncentrale is een van de bekendste kenmerken van Springfield. De centrale is eigendom van Montgomery Burns, en bevindt zich op het adres 100 Industrial Way. De centrale is de belangrijkste bron van inkomsten voor de stad. Door de roekeloosheid van de werknemers vormt de centrale echter ook vaak een bron van gevaar voor iedereen in Springfield.

## Profiel
De centrale is opgericht door Mr. Burns. Wanneer precies is niet bekend, maar in een aflevering is te zien hoe Homer een handleiding leest waaruit af te leiden is dat de huidige reactor in 1952 is aangeschaft. In seizoen 7 werd duidelijk dat de centrale beschikt over 714 medewerkers. Waylon Smithers zocht in de database een tijdelijke vervanger voor zijn functie.
De centrale wordt slecht onderhouden, vooral vanwege de gierigheid en onwetendheid van Mr. Burns. De centrale in zijn geheel herstellen zou hem miljoenen kosten. In veel afleveringen is te zien hoe de centrale overal nucleair afval lekt, en ook afval loost in het milieu. In The Joy of Sect blijkt de centrale door de creatieve boekhouders en de mazen in de wet maar $ 3,- per jaar aan belasting te hoeven betalen.
Het ontwerp van de centrale wordt vaak vergeleken met de Trojan Nuclear Power Plant vlak bij Matt Groenings thuisstad Portland, Oregon. Ook de Hanford Site van Hanford, Washington kan als basis voor de centrale hebben gediend. Antonia Coffman, Groenings woordvoerder, heeft echter gezegd dat de centrale op geen van beide is gebaseerd.
Springfield is voor vrijwel al zijn stroom afhankelijk van de centrale, iets waar Mr. Burns graag misbruik van maakt.
De centrale staat onder andere centraal in de serie omdat Homer Simpson er werkt.

## Werknemers en andere betrokkenen
- Charles Montgomery "Monty" Burns: de steenrijke eigenaar van de centrale.
- Waylon Smithers, Jr.: Mr. Burns assistent en handlanger.
- Homer J. Simpson: de veiligheidsinspecteur in Sector 7-G van de centrale. Hij werkt al voor de centrale sinds de geboorte van Bart Simpson. Hij wordt vooral aangetroffen in een controlekamer voor een T-437 Safety Command Console, maar heeft vrijwel geen idee hoe hij hiermee overweg moet. Meestal zit hij gewoon in zijn stoel donuts te eten. Homer was oorspronkelijk de technische toezichthouder van de centrale, maar verloor die baan nadat hij een elektrische auto tegen een stoompijp reed.
Homer is vaak afwezig tijdens zijn werk, maar dit lijkt niemand op te vallen.
- Carl Carlson, een van Homers beste vrienden en collega’s. Hij is een boeddhist met een mastergraad in kernfysica.
- Lenford "Lenny" Leonard, net als Carl een vriend en collega van Homer. Hij is ongetrouwd en niet erg slim.
- Charlie, de toezichthouder over gevaarlijke straling. Hij is vaak stil en werkt op de achtergrond. Hij is vaak te vinden in het café van Moe Szyslak.
- Frank "Grimey" Grimes: ingehuurd als uitvoerend vicepresident. Hij werd later toegeschreven aan Sector 7G.
- Mindy Simmons, een aantrekkelijke jonge vrouw en de eerste vrouwelijke medewerker van de centrale. Ze had een diploma in montage en bezit een motorfiets. Zij en Homer kregen bijna een affaire.
- Jack Marley, een van de oudste medewerkers, die uiteindelijk tegen zijn wil met pensioen moest. Hij wordt nog vaak gezien in de stad.
- Crusher en LowBlow, ingehuurde werkkrachten.
- Niet bij naam genoemde opzichter, Sherri en Terri’s vader.
- Mike.
- Ms. Finch, werd even gezien in de aflevering Principal Charming.
- Tibor, Homers collega die later zijn opzichter werd. Hij werd gebruikt als zondebok door andere medewerkers, daar hij geen Engels spreekt. Hij is een onzichtbaar personage.
- Canary M. Burns, een kanarie die de werkelijke eigenaar is van de kerncentrale. Mr. Burns heeft de centrale geheel op naam van de kanarie laten zetten zodat de overheid hem niets kan maken als er iets mis gaat. Werd vrijgelaten door Homer en woont nu op de Canarische Eilanden.
- Blinky, een drieogige vis die is gemuteerd als gevolg van het radioactieve afval uit de centrale.
- Brick, een baksteen aan een touw, vastgebonden aan een hendel. Wordt vaak door Homer als vervanging gebruikt als hij even weg moet.
- Bernie, een medewerker die met Homer moet samenwerken.
- Onbekend, een hond die getraind is om de kernvernietigingssequentie te stoppen als Homer bij het slapen weer eens per ongeluk de knop heeft ingedrukt.
- Kathy, min of meer een vrouwelijke Mr. Burns.
- In de centrale werken blijkbaar ook een hoop robots die emoties en gevoelens hebben.
- Een compleet Braziliaans voetbalteam schijnt in de centrale te werken, daar hun vliegtuig neerstortte op Mr. Burns' landgoed.
- Om een weddenschap te winnen tegen de Shelbyville krachtcentrale huurde Mr. Burns een professioneel basketbalteam in.

## De toekomst
In de afleveringen "Future-Drama" en "Lisa's Wedding" werd onthuld dat de centrale in de toekomst mogelijk uitbreidt met een paar extra koeltorens en reactoren. Dit is vermoedelijk vanwege de groei van Springfield en de toenemende vraag naar energie.